# Neonauclea rupestris
Neonauclea rupestris är en måreväxtart som beskrevs av Reinier Cornelis Bakhuizen van den Brink och Colin Ernest Ridsdale. Neonauclea rupestris ingår i släktet Neonauclea och familjen måreväxter. Inga underarter finns listade i Catalogue of Life.